# 朱庇特别墅

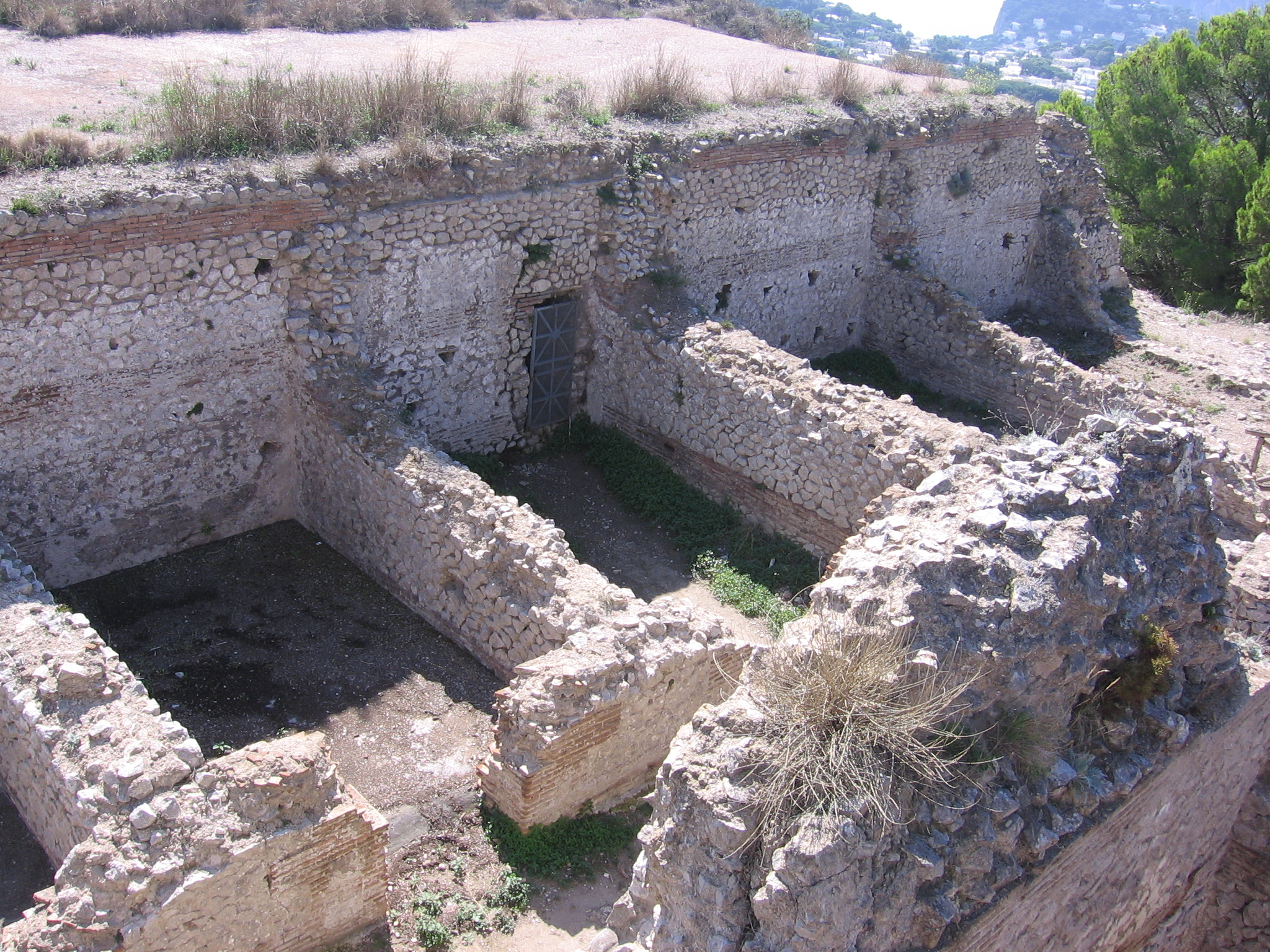
朱庇特别墅遗址

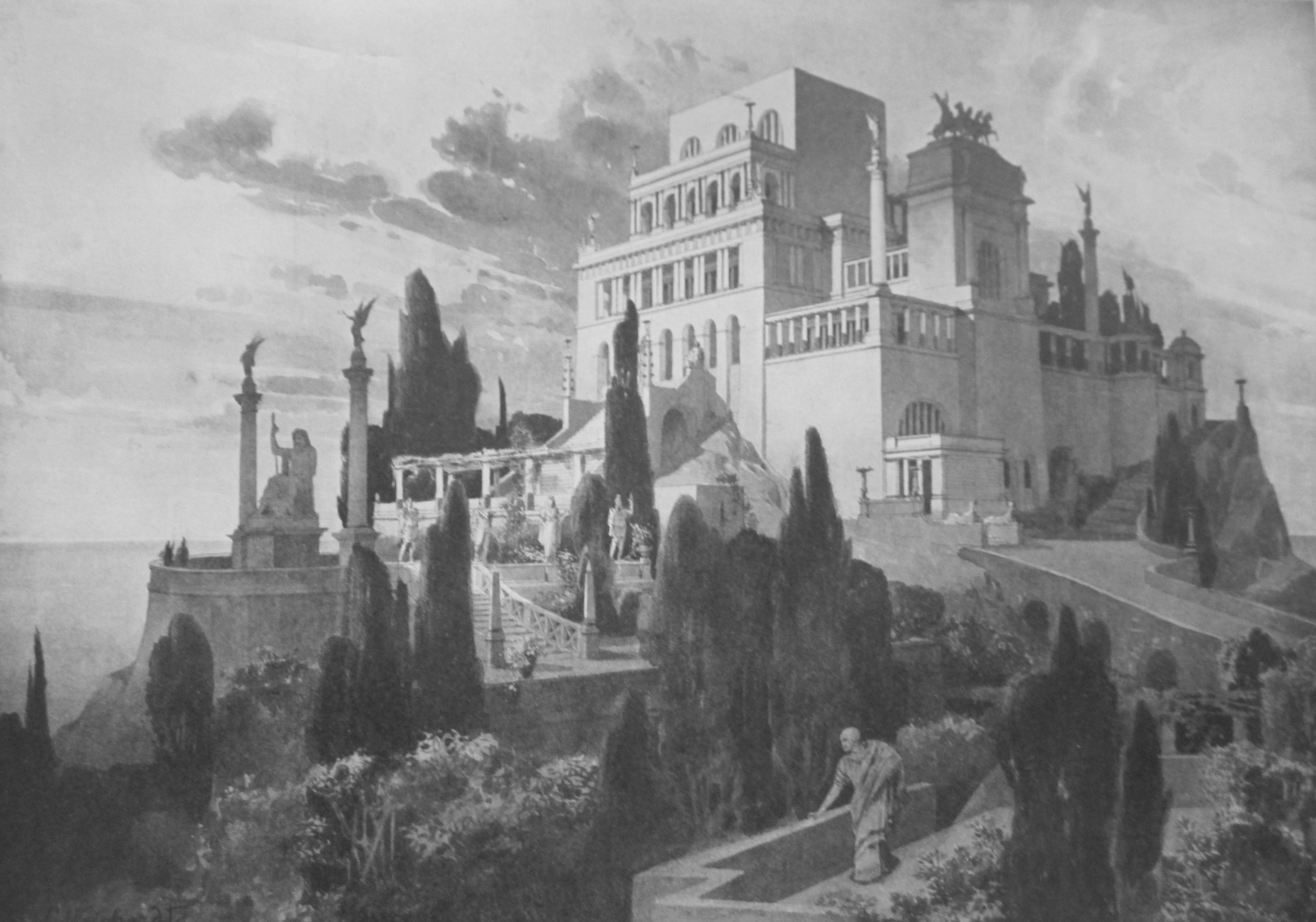
复原图

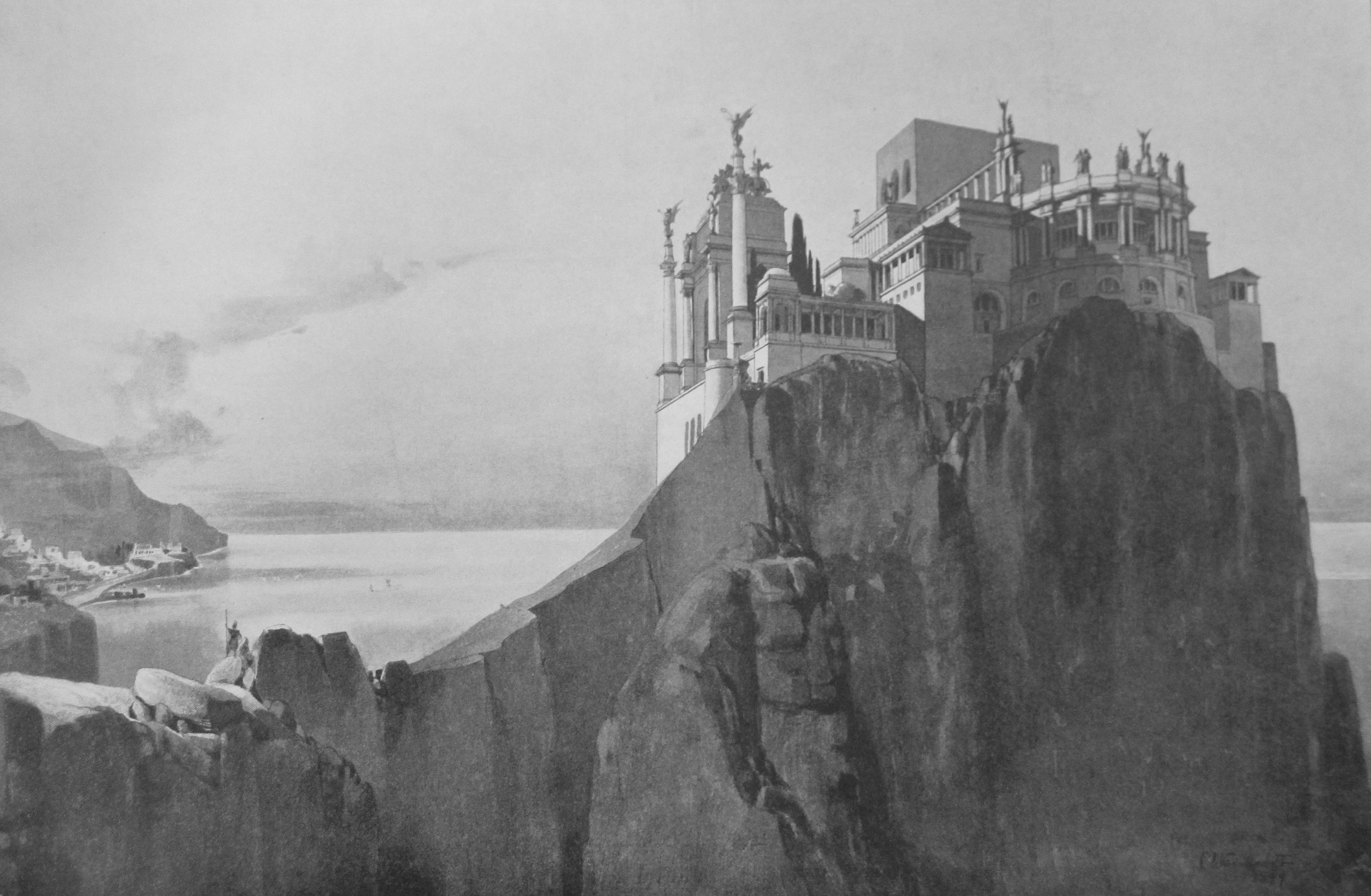
复原图

朱庇特别墅（Villa Jovis）朱庇特是一座古罗马宫殿，位于意大利南部卡普里岛的东北角，由皇帝提贝里乌斯兴建，完成于27年。提贝里乌斯从罗马迁居于此，直到他在37年死亡。
朱庇特别墅是塔西佗提到的卡普里岛12座提贝里乌斯别墅中最大的一座。整个建筑群跨越几个台阶，高差达到40米，占地面积约7000平方米。 残留的墙壁和楼梯暗示该建筑的伟大需要时间的证明。最近的重建证明别墅是一个典型的1世纪罗马建筑。

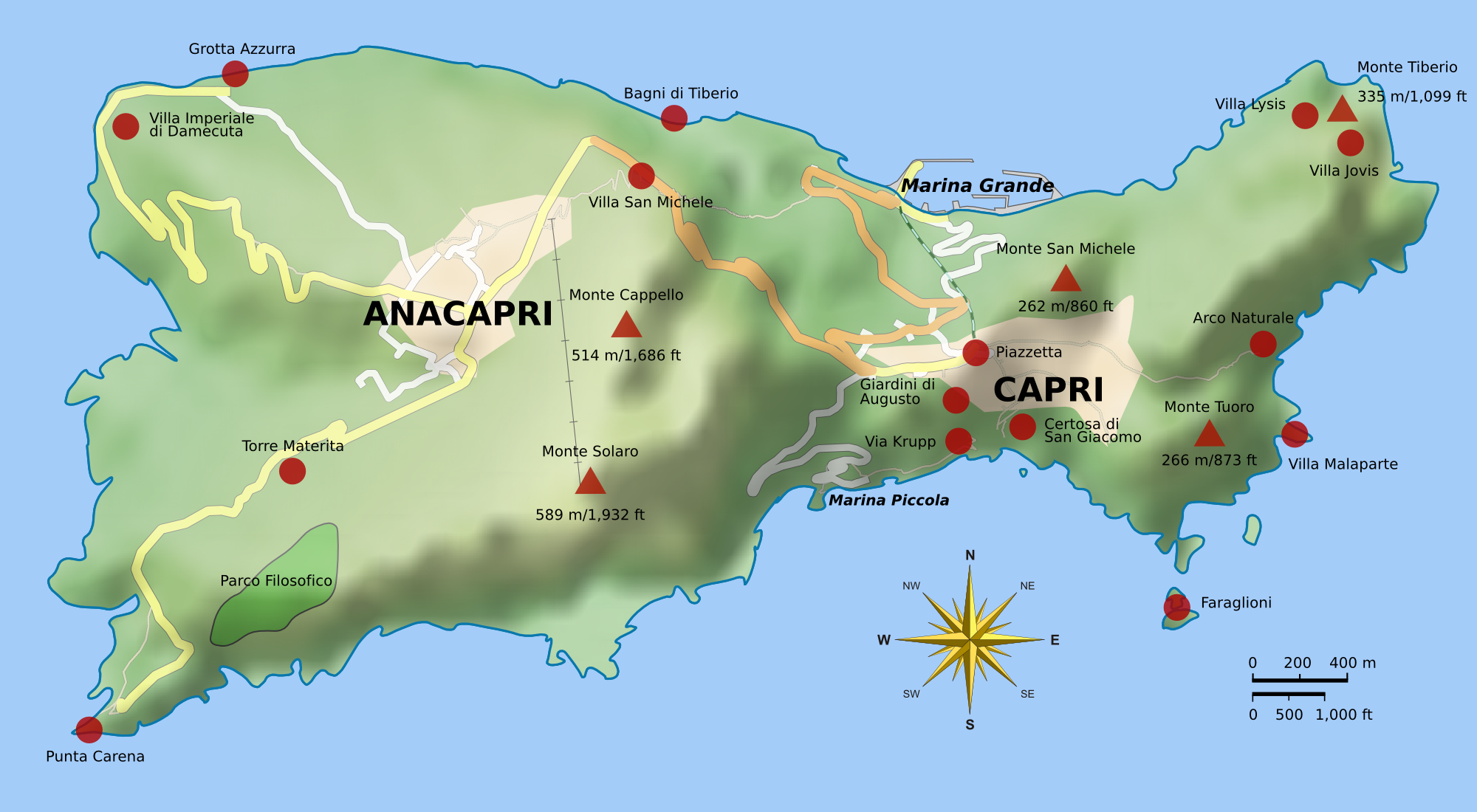
位置

朱庇特别墅位于卡普里岛的东北角的提贝里乌斯山，海拔334米，为卡普里岛的第二高峰，仅次于阿纳卡普里的索拉罗山（海拔589米）。
建筑的北翼为生活区，而南翼为行政区。东翼用于接见，而西翼的敞厅可以观赏阿纳卡普里的景色。
由于水很难到达别墅，罗马工程师构建了一个复杂的系统，从屋顶收集雨水到大蓄水池，向宫殿供应淡水。
到达建筑群只能靠步行，需要从卡普里镇攀登约两公里艰苦的上山路程。

## 提贝里乌斯及其在卡普里的生活

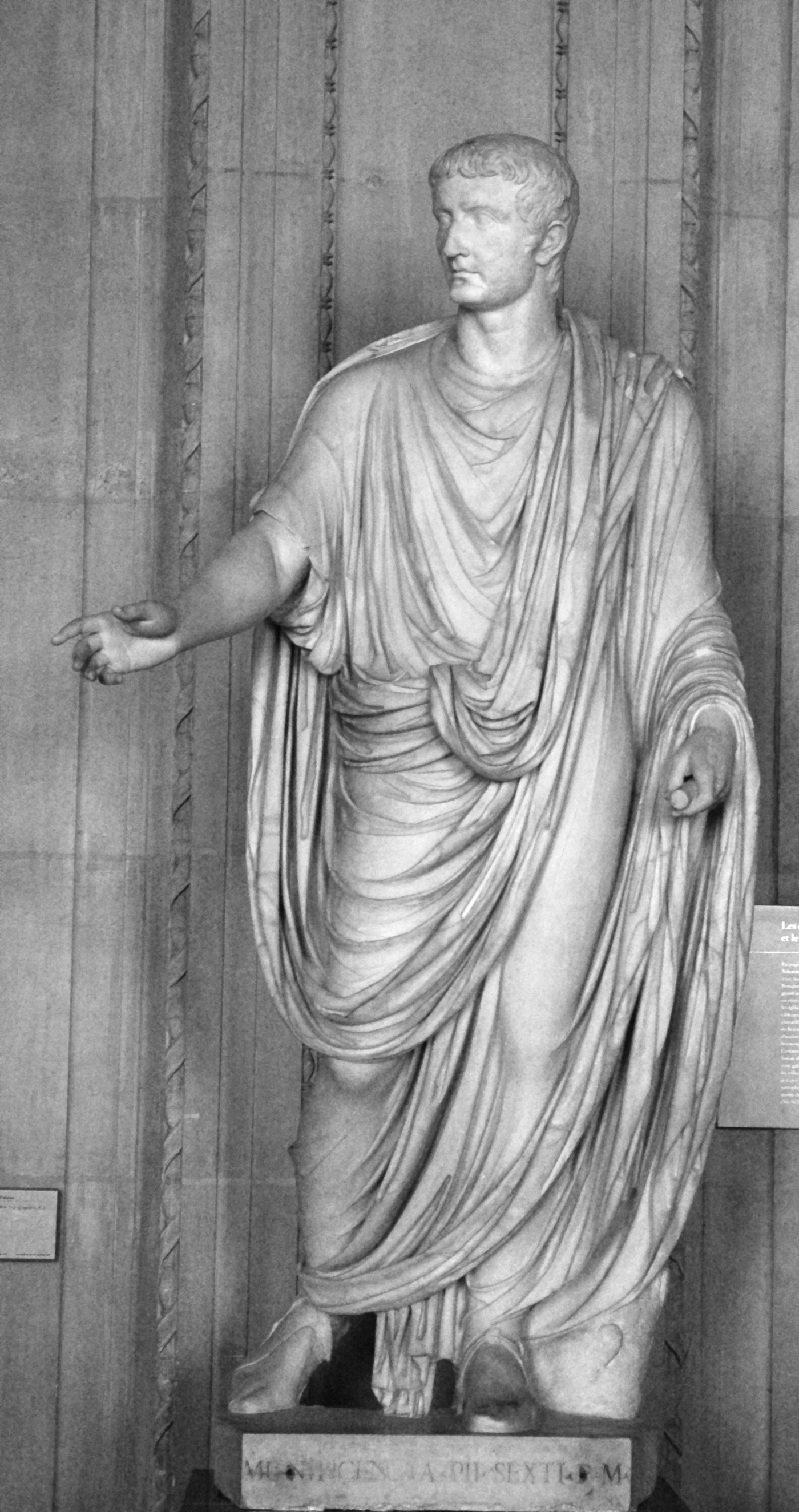
在卡普里发现的提贝里乌斯大理石像

显然，提贝里乌斯从罗马迁到卡普里岛的主要动机是离开罗马的政治操纵以及对刺杀的担心。别墅坐落在岛上一个非常僻静的地方，别墅的北面和东面提贝里乌斯富丽堂皇的住所特别难以进入，并且戒备森严。